# Regen (râu)
Regen (cehă Řezná), este un râu cu lungimea de 169 km, care curge pe teritoriul Bavariei de Est și Republica Cehă. 

## Etimologie
Germanii au denumit râul „Regana” denumire care provine din denumirea romană „Reganum” sau „Reganus”. In secolul XI, râul este numit „Regin” în legătură cu această denumire sunt o serie de teorii contradictorii. Orașul Regen din Bayerischer Wald va primi denumirea râului pe care este amplasat orașul. După râu mai sunt denumite o serie de localități ca Regendorf, Regenhütte, Regenpeilstein, Regenstauf și Weißenregen. Pe când Regensburg este numit numai indirect după numele râului, deoarece denumirea lui provine din numele latin Castra Regina (Tabără pe Regen).

## Date geografice
Regenul Mare, (Řezná) are ivorul la poalele de est a muntelui Pancíř (germană Panzer) (1214 m ) situat în partea de nord a regiunii  Böhmerwald, Republica Cehă. De la izvor curge spre sud-vest, traversând localitățile Železná Ruda și Alžbětín la Bayerisch Eisenstein traversează granița germană.
Regenul Mic, (Malá Řezná) are izvorul la poalele de nord a muntelui Großer Rachel (Roklan) (1.453 m) lângă  Medvědí hora din Roklanský, curge spre nord-vest la Zwiesel confluează Regenul Mare cu Regenul Mic luând naștere „Regenul Negru” care între Regen și Viechtach traversează o regiune relativ pustie numit „Canada bavareză” în această porțiune cursul rapid al râului este adecvat canotajului, având loc aici și câteva accidente mortale, din anul 2008 au crescut măsurile de siguranță. După Viechtach Regenul Negru alimentează lacurile de acumulare Höllensteinsee și Blaibacher See. „Regenul Alb” are izvorul în lacul Kleiner Arbersee lângă Lohberg (Bayern), el prin unire cu „Regenul Negru” la Pulling situat între Bad Kötzting și Blaibach, va lua naștere râul „Regen” denumire pe care localnicii îl folosesc și pentru cele două ramuri ale sale înainte de unire.

## Afluenți

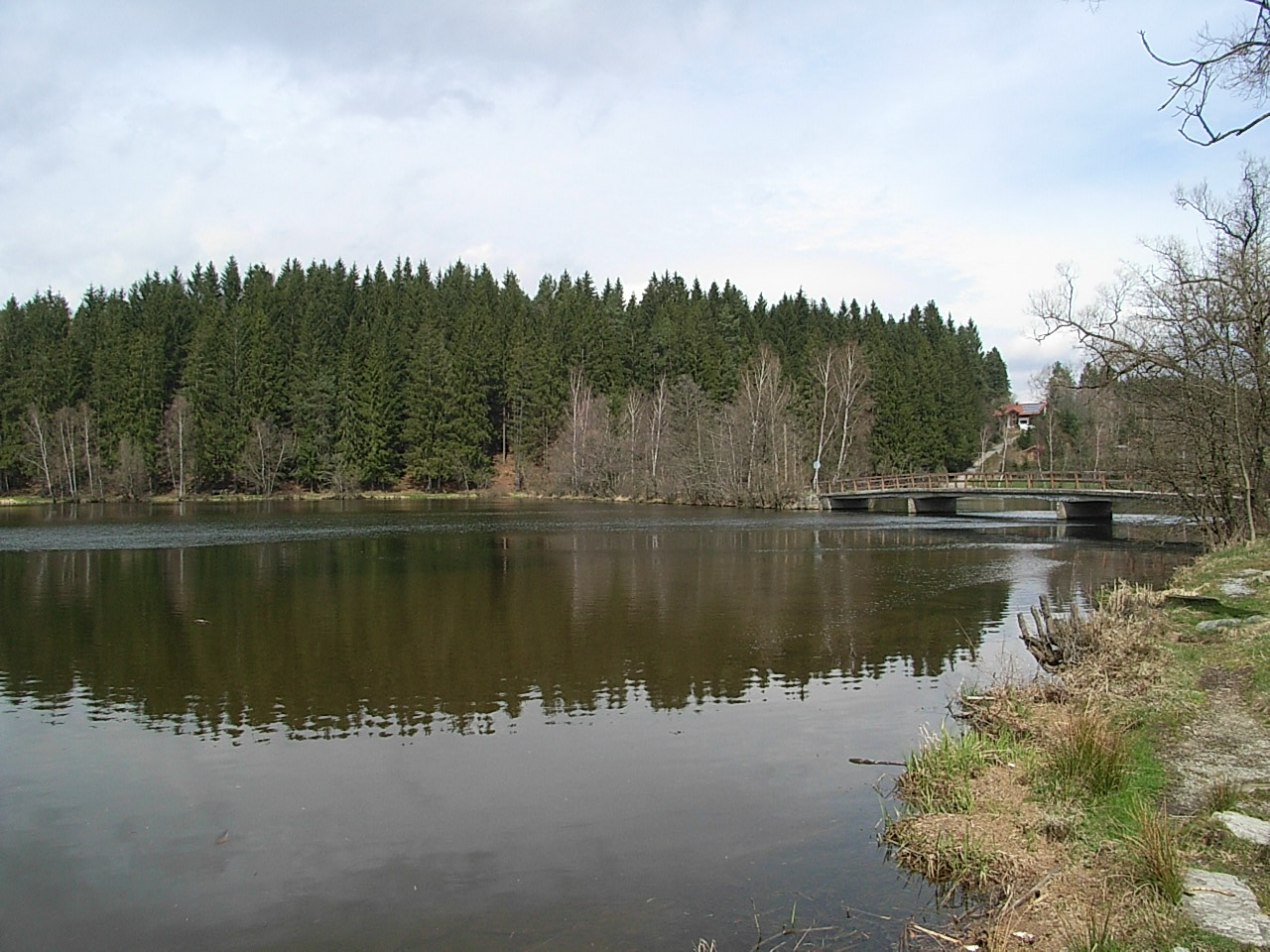
Lacul Regen

- Teisnach
- Aitnach
- Perlenbach
- Roßbach
- Chamb
- Perlbach
- Diesenbach
- Wenzenbach